# 佐藤直樹 (グラフィックデザイナー)
佐藤 直樹（さとう なおき、1961年8月7日 - ）はグラフィックデザイナー・アートディレクター・ペインター。東京都生まれ。獅子座、AB型。 デザイン会社「Asyl（アジール）」代表。3331デザインディレクター。美学校講師。多摩美術大学グラフィックデザイン学科教授。

## 来歴
北海道教育大学卒業後、信州大学山本哲士研究室にて研究生として教育社会学・言語社会学を学ぶ。その後美学校・菊畑茂久馬絵画教場などに在籍、 修了する。肉体労働から編集まで数々の仕事を転々とした後、翔泳社を経て独立。
- 1994年『WIRED 日本版』創刊からアートディレクターとして参加。
- 1996年 株式会社ソイグラフィカ設立。
- 1997年 雑誌『composite』(報雅堂)の新創刊にあたりアートディレクターとして参加。（〜2001年）
- 1998年 アジール・デザインを設立。出版・通信・演劇・映画・音楽・ファッションなど多様なメディアに関わるグラフィックデザインを多数手がける。
- 2001年 雑誌『NEUT.』創刊。アートディレクターとして参加。（〜2005年）
- 2003年 武蔵野美術大学助教授に着任。
- 2003年 空きビルを利用し「合法的なスクウォッタリング」を謳ったアート・デザイン・建築の複合イベント「TDB-CE（東京デザイナーズブロック・セントラルイースト）」プロデュース。
- 2003年 『ART iT』創刊。アートディレクターとして参加（〜2009年）
- 2004年 広告分野に対応するためアジール・クラックを設立。「TDB-CE」を「CET（セントラルイースト東京）」に名称変更（その後2010年まで継続）。
- 2005年 武蔵野美術大学造形学部デザイン情報学科非常勤講師（〜2006年3月）、多摩美術大学造形表現学部デザイン学科助教授に着任。
- 2007年 多摩美術大学造形表現学部デザイン学科准教授に就任。
- 2007年 アジール・デザインとアジール・クラックを統合し、「ASYL（アジール）」に。
- 2009年 五月、美学校『絵と美と画と術』講師。
- 2010年 3331 Arts Chiyodaのデザイン・ディレクターとなり、オフィスも同施設内へ移転。
- 2010年 3331 Arts Chiyodaグランドオープン記念展「文字と即興」（大原大次郎とのコラボレーション）。
- 2011年 大原大次郎との二人展「荻窪派 町と本」（6次元）。
- 2012年 TRANS ARTS TOKYO 2012に参加（旧東京電機大学11号館12階壁面に壁を隔てたビル群を木炭で描く）。
- 2013年 個展「秘境の荻窪」（6次元）。
- 2013年 TRANS ARTS TOKYO 2013に参加（旧東京電機大学地下で巨大木炭壁画「そこで生えている。」を制作）。
- 2014年 「佐藤直樹と伊藤桂司の反展」（タンバリンギャラリー）。
- 2014年 大館・北秋田芸術祭2014「里に犬、山に熊。」に参加（築100年を超える民家・飛沢家に滞在し木炭壁画「そこで生えている。」シリーズの制作を継続）。
- 2014年 TRANS ARTS TOKYO 2014に参加（旧東京電機大学地下にて木炭壁画「そこで生えている。」シリーズの制作を継続）。
- 2015年 多摩美術大学教授に就任。
- 2015年 千代田区神田錦町にオフィスを移転し「ASYL」から「Asyl」へと表記変更、撮影スタジオとギャラリーを併設。2017年までオルタナティブスペースSOBO（ソーボー）の共同運営に加わる。
- 2015年 TRANS ARTS TOKYO 2015に参加（生西康典の空間演出による光と音のインスタレーションの中、木炭壁画「そこで生えている。」シリーズの制作を継続）。
- 2017年 オフィスをふたたび3331内に移転。
- 2017年 多摩美術大学グラフィックデザイン学科教授に着任。
- 2017年  個展「秘境の東京、そこで生えている」（3331 Arts Chiyoda）。
- 2017年  個展との同時開催「NAOKI drawings @ sagacho archives」（佐賀町アーカイブ）。
- 2017年 TRANS ARTS TOKYO 2017に参加（神田小川町・五十稲荷神社にて木炭壁画「そこで生えている。」シリーズの制作を継続）。
- 2018年 個展「部屋で生えている。」（路地と人）
- 2018年 個展「新・荻窪風土記」（本屋Title）
- 2019年 美学校『描く日々』講師。
- 2019年 本と美術の展覧会vol.3「佐藤直樹展：紙面・壁画・循環」（太田市美術館・図書館）。
- 2020年 東京ビエンナーレ2020/2021クリエイティブディレクター。
- 2021年 多摩美術大学芸術人類学研究所員。
- 2021年 個展「そこで生えている。2013-2021」（東京ビエンナーレ2020/2021）。

## 受賞歴
『WIRED』日本版がサンフランシスコ現代美術館パーマネントコレクションに選ばれた他、複数の仕事でニューヨークADCメリット賞等を受賞。森ビルのウェブサイト『MID-TOKYO MAPS』でOne Showインタラクティブ部門で日本から初の金賞。他にデジタルコンテンツグランプリ2001カルチャー部門・最優秀賞、ロンドン国際広告賞。紀伊國屋書店『百年の愚行』で2002年東京ADC賞、2003年ニューヨークADC銀賞、the Best of Category in I.D.'s Annual Design Review（2003）受賞。『アルファベットH/R/Cサイドスライドボックスシリーズ』で2004日本パッケージデザイン大賞および2005ジャパンパッケージングコンペティションに入選。『デザインのひきだし』で日本印刷産業連合会会長賞（2012）。「オガールプロジェクト」で日本ファシリティマネジメント大賞（2016）、まちなか広場賞特別賞（2019）。